# Eric Moussambani
Eric Moussambani Malonga (31 de maio de 1978) é um nadador guinéu-equatoriano.
Eric conquistou fama internacional nos Jogos Olímpicos de Sydney 2000 quando nadou sozinho a eliminatória dos 100 metros livres, e terminou com o pior tempo já registrado, um minuto e cinquenta e dois segundos.   Para se ter uma ideia, o medalhista de ouro da prova, Pieter van den Hoogenband, bateu o recorde mundial com o tempo de 47 segundos e 84 centésimos.
Apesar deste tempo pífio, ele estabeleceu um novo recorde pessoal e recorde nacional e, sobretudo, entrou para a história dos Jogos justamente por seu espírito olímpico.
Por conta de seu nado no mínimo inusitado, ele ganhou a alcunha de "Eric the Eel" ("Eric, a enguia") pela mídia em função do artigo de Craig Lord no jornal The Times de Londres.

## Biografia
A saga de Eric começa quatro meses antes dos Jogos Olímpicos de 2000, quando ele ouviu no rádio uma convocação. O Comitê Olímpico de seu país procurava por nadadores graças a um convite do Comitê Olímpico Internacional oferecido para nações que precisavam ganhar experiência na modalidade. Apesar de nunca ter treinado antes, Eric resolveu arriscar. Como ele foi o único candidato, foi convidado a fazer um teste no único hotel que tinha uma piscina de 12m. Precisava provar que sabia nadar. Ficaram satisfeitos com o que viram e disseram que precisavam de seu passaporte.
Como preparação, treinava sozinho variando entre um rio e uma piscina de 12 metros de comprimento que ficava em um hotel. A viagem para a Austrália, a primeira vez que Moussambani saiu de seu país, durou dois dias.
Na largada da eliminatória, os outros dois competidores, o nigerino Karim Bare e o tajique Farkhod Oripov, queimaram a largada e foram desclassificados. Moussambani então nadou sozinho, e conseguiu apenas o tempo de 1 minuto, 52 segundos e 72 centésimos, afinal ele tinha aprendido a nadar seis meses antes e nunca tinha competido em uma piscina olímpica, pois não havia nenhuma em seu país. Enquanto nadava, porém, Eric foi aplaudido e incentivado por todos os presentes.
Logo após os Jogos de 2000, Eric foi convidado pela delegação Espanhola para ir treinar na Espanha.
Em 2001, ele participou do Campeonato Mundial de Esportes Aquáticos. Terminou a prova dos 50m livre com o tempo de 31.88s, o que lhe deu a 88ª posição entre 92 atletas.
Para os Jogos Olímpicos de 2004 em Atenas, Moussambani havia conseguido o índice ao nadar os 100m na casa dos 57 segundos, e iria representar seu país em mais uma Olimpíada. Porém, por conta de um erro administrativo da Federação de Natação de seu país, ele teve o seu visto negado, e não pode participar de sua segunda Olimpíada.
Em 2012, ele foi convidado para ser o treinador da equipe de natação de seu país nos Jogos Olímpicos de Londres.
Atualmente, Moussambani trabalha em uma empresa de óleo da Guiné Equatorial. Também treina jovens nadadores em Malabo.